# 坂手恭介
坂手 恭介（さかて きょうすけ、1942年 - ）は日本の会計学者。大阪経済大学理事、山口大学名誉教授。山口大学副学長、桃山学院大学副学長、経済産業省平成21年度「地域イノベーション創出研究開発事業」事業化評価委員などを務めた。専門は管理会計学。

## 略歴
- 大阪経済大学卒業[5]
- 神戸大学大学院経営学研究科博士課程単位取得[6]
- 1983年創価大学経営学部 教授[7]
- 1992年姫路獨協大学 教授[7]
- 1995年山口大学 教授[7]
- 2004年から2006年まで山口大学 副学長兼理事[3]
- 2008年から2010年まで桃山学院大学副学長[3]

## 著書
- A Compendium of Research on Information and Accounting for Managerial Decision and Control in Japan（Seiichi Sato,Kyosuke Sakate,Mueller,Gerhardt.G.,Radebaugh,Lee H.ed.） International Accounting Section, American Accounting Association, 1982.
- 『情報システムと組織変革－マトリックスによる企業計画システム－』（小林哲夫、坂手恭介、Klaus,D.Walter 編著、同文舘出版、1992年）.